# Azienda Elettrica Municipale
Azienda Elettrica Municipale (Aem) war ein italienisches Energieversorgungsunternehmen mit Sitz in Mailand. Das Unternehmen war im Aktienindex FTSE MIB gelistet.
Am 1. Januar 2008 fusionierte Aem gemeinsam mit den italienischen Unternehmen AMSA (Azienda Milanese Servizi Ambientali) und ASM Brescia (Azienda Servizi Municipalizzati di Brescia) zum neuen Unternehmen A2A.
Aem wurde 1910 gegründet. Das Unternehmen lieferte Strom und Erdgas. Rund 43 Prozent an Aem wurden von der Stadt Mailand gehalten und rund fünf Prozent hielt das Unternehmen Motor-Columbus AG.
Aem betrieb mehrere Kraftwerke, zu denen unter anderem gehörten:
- In Valtellina gehörten sieben Wasserkraftwerke zum Unternehmen und vier Wasserreservoirs.
- In Cassano d’Adda besaß Aem ein thermoelektrisches Kraftwerk.